# استفان کورنیکار
استفان کورنیکار (فرانسوی: Stéphane Cornicard‎؛ زادهٔ ۱ ژانویهٔ ۱۹۶۴) صداپیشه، بازیگر و کارگردان اهل فرانسه است.
از فیلم‌ها یا برنامه‌های تلویزیونی که وی در آن نقش داشته‌است می‌توان به نجات سرباز رایان، اسپکتر، باری دیگر برایدزهد، کاپیتان اسکای و دنیای فردا و بیا با من پرواز کن اشاره کرد.